# Le Parrain de Hong Kong
Ne doit pas être confondu avec Hong Kong Godfather.
Pour plus de détails, voir Fiche technique et Distribution.
Le Parrain de Hong Kong (跛豪, Bo Hao, litt. « Ho l'estropié ») est un film hongkongais réalisé par Poon Man-kit et sorti en 1991 à Hong Kong.
Tourné en cantonais, il raconte l'ascension et la chute de Ng Sik-ho, un parrain de la drogue des années 1960 et 1970. Il connait un grand succès critique et commercial avec 38 703 363 HK$ de recettes au box-office et remporte le Hong Kong Film Award du meilleur film. En 2017, le film fait l'objet d'un remake avec Chasing the Dragon.

## Synopsis
L'histoire d'un pauvre réfugié d'ethnie teochew (Ray Lui) fuyant la Chine communiste pour Hong Kong où il bâtit un empire de la drogue avec l'aide du policier corrompu Fat Kwan (Kent Cheng). Mais une fois Ho parfaitement établi, Fat Kwan se retourne contre lui, l’estropie et tue un grand nombre de ses hommes, mais Ho lui fait face et élimine tous ses ennemis. Cependant, il devient obsédé par son pouvoir grandissant et son empire s'écroule avec la création de la Commission indépendante contre la corruption.

## Fiche technique
- Titre original : 跛豪
- Titre international : Le Parrain de Hong Kong
- Réalisation : Poon Man-kit
- Scénario : Stephen Shiu et Johnny Mak
- Photographie : Peter Pau
- Montage : Poon Hung
- Musique : Joseph Chan
- Production : Stephen Shiu
- Société de production : Golden Harvest et Johnny Mak Production Co. Ltd
- Société de distribution : Golden Harvest
- Pays d'origine :  Hong Kong
- Langue originale : cantonais
- Format : couleur
- Genre : gangsters
- Durée : 143 minutes
- Dates de sortie :
  -  Hong Kong : 5 avril 1991
  -  Taïwan : 29 juin 1991

## Distribution
- Ray Lui : Ng Sik-ho
- Kent Cheng : Fat Kwan
- Cecilia Yip : Tse Yuen-yin
- Amy Yip : May
- Waise Lee : Man
- Kenneth Tsang : l'inspecteur en chef Lui le tigre
- Ng Kai Ming : Ming
- Elvis Tsui : Dummy
- Tommy Wong : Loud Hung
- Dickens Chan : Big Sha
- Frankie Chan : Little Hak
- Lo Lieh : Boss Tin
- Ng Man-tat : Ping aux dents d'or
- Lau Shun : le parrain Fung
- Lau Kong (en) : l'inspecteur en chef Lung
- Lily Ng : la femme de Man
- Elvina Kong : la maîtresse de Lui
- Chin Tsi-ang : la mère de Ming
- Wong Chi-keung : Fat, le patron du restaurant
- Koo Wai-jan : la femme du patron du restaurant
- Victor Hon : le parrain Kwong
- Dion Lam (en) : le garde du corps Tin
- Chung Fat : Fat
- Lui tat : l'ouvrier d'opium
- Wai Ching : l'assistant de Lui
- Jameson Lam : l'homme de main de Ping
- Lee Ying-kit
- Wong Shu-tong
- Wong Kam-tong : le policier qui interroge Ho
- Mark Houghton : l'officier de police
- Tam Wai-man : l'homme de main de Kwan
- Leung Sam : le barbier
- Fong Li : Chiang
- Wong Chung-kui : Kun
- Ng Kwok-fai : le voyou malchanceux
- Ho Wing-cheung : le garde du corps de Tin
- Chang Sing-kwong : l'homme de main de Fat
- Choi Hin-cheung
- Chan Hon-man

## Récompenses et nominations
| Prix                                    | Prix                                      | Prix                       | Prix       |
| Cérémonie                               | Catégorie                                 | Récipiendaire              | Issue      |
| --------------------------------------- | ----------------------------------------- | -------------------------- | ---------- |
| 11e cérémonie des Hong Kong Film Awards | Meilleur film                             | Le Parrain de Hong Kong    | Lauréat    |
| 11e cérémonie des Hong Kong Film Awards | Meilleur réalisateur                      | Poon Man-kit               | Nomination |
| 11e cérémonie des Hong Kong Film Awards | Meilleur scénario                         | Johnny Mak et Stephen Shiu | Lauréat    |
| 11e cérémonie des Hong Kong Film Awards | Meilleur acteur                           | Ray Lui                    | Nomination |
| 11e cérémonie des Hong Kong Film Awards | Meilleur acteur dans un rôle secondaire   | Kent Cheng                 | Nomination |
| 11e cérémonie des Hong Kong Film Awards | Meilleure actrice dans un rôle secondaire | Cecilia Yip                | Nomination |
| 11e cérémonie des Hong Kong Film Awards | Meilleur montage                          | Poon Hung                  | Nomination |